# Philippe Donnet

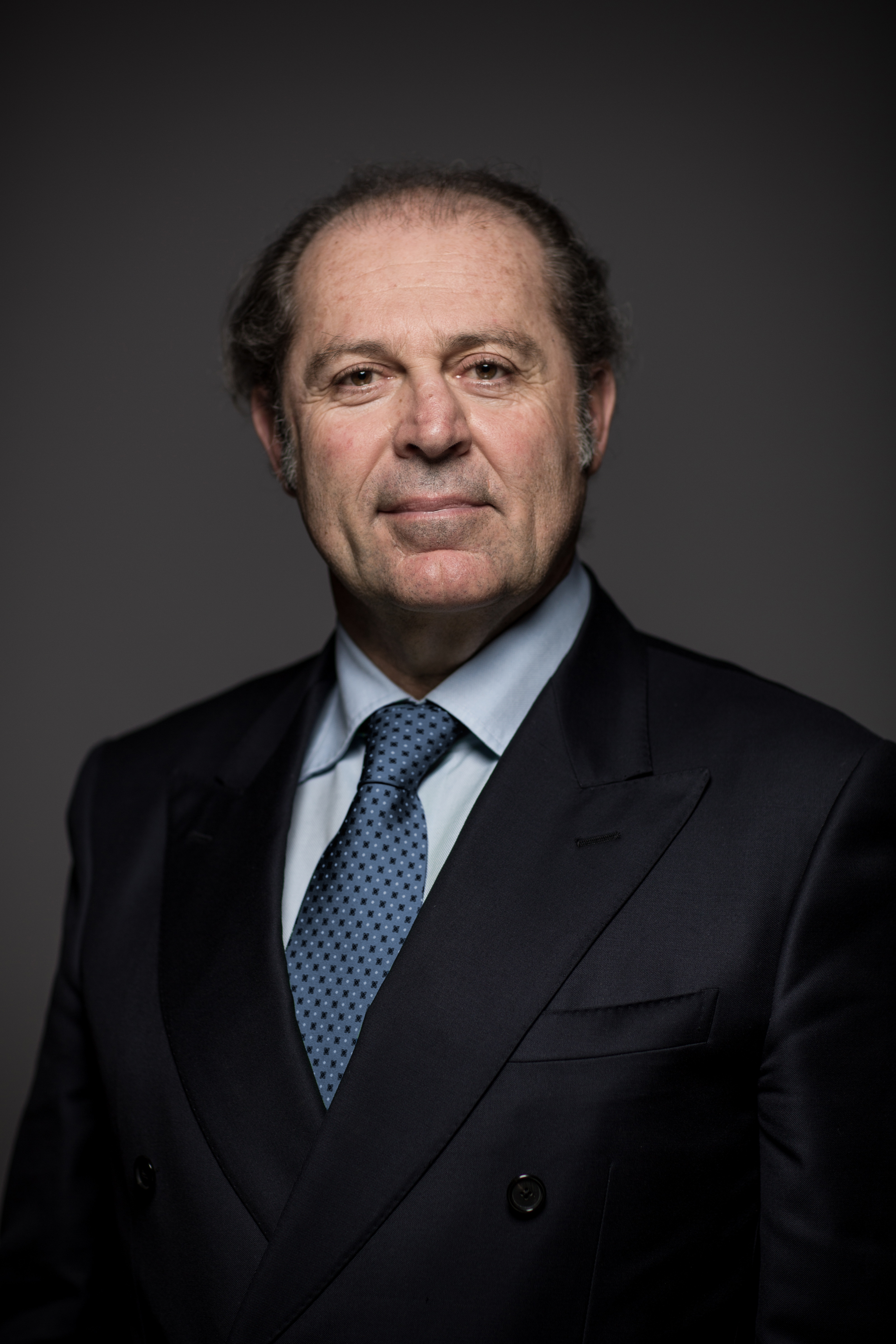
Philippe Donnet

Philippe Donnet (Suresnes, 26 luglio 1960) è un dirigente d'azienda francese con cittadinanza italiana e A.D. del Gruppo Generali dal 17 marzo 2016.

## Formazione
Nel 1980 si iscrive all’École polytechnique dove si laurea in Ingegneria nel 1983 e dove conosce Claude Bébéar, il fondatore di AXA, che sarà il suo mentore. Nel 1986 diventa attuario e nel 1991 agrégé presso l’Institut des Actuaires Français (IFA).

## Carriera
Philippe Donnet ha iniziato la sua carriera nel campo assicurativo nel 1985 in AXA, ricoprendo diversi ruoli manageriali fino al 1997 quando è diventato vice-amministratore delegato di AXA Conseil.
Dal 1999 assume il ruolo di amministratore delegato di AXA Assicurazioni in Italia e nel 2001 diviene Regional CEO con la responsabilità per Sud Europa, Medio Oriente, America Latina e Canada. In aggiunta a questo, nel 2002, per un anno, viene nominato presidente e amministratore delegato di AXA Re e presidente di AXA Corporate Solutions. Nel 2003 diventa amministratore delegato di AXA Giappone dove si trova a operare nel contesto di una economia caratterizzata da tassi d’interesse molto bassi, e nel 2006 assume la carica di amministratore delegato per l'intera regione Asia Pacifico.
Per sei anni a partire dal 2007 lascia temporaneamente il mondo delle assicurazioni e viene nominato direttore generale di Wendel Investissement per la regione Asia Pacifico a Singapore. Successivamente, nel 2010, ha co-fondato a Parigi la società di investimenti HLD. Nel 2008 entra nel consiglio di amministrazione di Vivendi, nel quale siederà fino al 2016.

### In Generali
È il 2013 quando Donnet, il 7 ottobre, approda in Generali come Country Manager Italia e amministratore delegato di Generali Italia, dove guida il programma di integrazione dei cinque brand del Gruppo Generali presenti nel mercato italiano (Generali, Ina Assitalia, Toro, Lloyd Italico e Augusta). Nello stesso periodo, a partire da febbraio del 2015, ha ricoperto per un trienno l’incarico di presidente di MIB School of Management di Trieste.
Viene nominato amministratore delegato del Gruppo Generali il 17 marzo del 2016, mantenendo ancora per qualche mese anche i suoi ruoli precedenti.
Sotto la sua gestione il Gruppo cresce: dal 2015 al 2021 il risultato operativo passa da 4,8 a 5,9 miliardi di euro (miglior risultato operativo di sempre), il risultato netto va da 2,0 a 2,8 miliardi di euro, il debito del Gruppo scende da 13,1 a 9,6 miliardi di euro mentre il Solvency Ratio sale da 175% a 227%. Sul fronte delle attività, Generali rinnova il suo storico rapporto con Venezia, collaborando al restauro dei Giardini Reali (2019), progettando sotto la supervisione di Donnet il restauro delle Procuratie Vecchie (riaperte al pubblico nel 2022) e contribuendo alla fondazione dell'associazione “Venezia capitale mondiale della sostenibilità”.
Nel maggio del 2016 viene nominato presidente di Generali Italia, ruolo che manterrà fino all’agosto 2022.
Nel 2022 Donnet è stato proposto nella lista presentata dal consiglio di amministrazione uscente per un terzo mandato come amministratore delegato del Gruppo. Il 29 aprile 2022 Donnet è stato riconfermato Group CEO di Generali, con la maggioranza dei voti dell'Assemblea degli Azionisti a favore della sua rielezione.

### Altri incarichi
È stato vice-presidente di ANIA (Associazione Nazionale fra le Imprese Assicuratrici) da gennaio 2016 ad aprile 2017.
Ha sostenuto la creazione di The Human Safety Net, l’iniziativa di Generali che si occupa del sostegno delle famiglie vulnerabili e l'integrazione dei rifugiati attraverso il lavoro e l'imprenditorialità, di cui è membro del Consiglio di Amministrazione. È inoltre membro dello Steering Committee dell'Insurance Development Forum (IDF) dal 2022.
Nel luglio 2023 è stato nominato presidente del cda del Domaine national de Chambord, la tenuta dove si trova il castello di Chambord.
Da ottobre 2024 è Presidente del Pan-European Insurance Forum (PEIF). 

## Vita privata
Philippe Donnet è un ex-rugbista ed è tra i maggiori produttori francesi di legno per botti.
Donnet è molto legato alla città di Venezia, nella quale ha scelto di risiedere; il 23 aprile 2021 gli è stata conferita la cittadinanza italiana dal sindaco Luigi Brugnaro.
È appassionato di ciclismo e tennis.
Ha tre figli.

## Onorificenze e riconoscimenti

### Altri riconoscimenti
- nel 2022[42], nel 2023[43] e nel 2024 [44] è stato nominato “Best CEO” del settore assicurativo nella classifica All-Europe Executive Team di Institutional Investor
- nel 2023
  - la Foreign Policy Association gli ha conferito il premio “Corporate Social Responsibility Award”[45][46]
  - la Fondazione Premio Galileo 2000 lo ha insignito del "Premio Galileo 2000 per l'Impresa"[47][48]